# Chi Lưỡi mác
Chi Lưỡi mác (danh pháp Echinodorus) là chi thực vật có hoa trong họ Alismataceae.
Chi này phân bố tại Tây bán cầu, từ miền trung Hoa Kỳ tới Argentina.

## Loài
Đến tháng 5 năm 2014, 30 loài đã được chấp nhận theo các tác giả thuộc Kew Royal Botanic Gardens:.
1. Echinodorus berteroi (Spreng.) Fassett - ở South Dakota đến Argentina
2. Echinodorus bracteatus Micheli - từ Nicaragua đến Ecuador
3. Echinodorus cordifolius Bách thủy tiên (L.) Griseb. - từ Illinois đến Paraguay
4. Echinodorus cylindricus Rataj - Brazil
5. Echinodorus decumbens Kasselm. - Brazil
6. Echinodorus densinervis Somogyi - Brazil
7. Echinodorus emersus Lehtonen - Ecuador, Peru, Bolivia
8. Echinodorus floribundus (Seub.) Seub. - Veracruz đến Argentina
9. Echinodorus gabrielii Rataj - Brazil
10. Echinodorus glandulosus Rataj - Brazil
11. Echinodorus glaucus Rataj - Brazil, Bolivia
12. Echinodorus grandiflorus (Cham. & Schltdl.) Micheli - Brazil, Paraguay, Uruguay, Argentina, Venezuela, Florida
13. Echinodorus grisebachii Lan muỗng (đồng nghĩa: E. eglandulosus)Small - từ Nicaragua đến Brazil
14. Echinodorus heikobleheri Rataj - Brazil
15. Echinodorus horizontalis Rataj - từ Guyana đến Peru
16. Echinodorus inpai Rataj - Brazil
17. Echinodorus lanceolatus Rataj - Brazil
18. Echinodorus longipetalus Micheli - từ Suriname đến Argentina
19. Echinodorus longiscapus Arechav. - Brazil, Argentina, Paraguay, Uruguay
20. Echinodorus macrophyllus (Kunth) Micheli - Brazil, Bolivia
21. Echinodorus major (Micheli) Rataj - Brazil
22. Echinodorus palifolius (Nees & Mart.) J.F.Macbr. - Nayarit, Minas Gerais
23. Echinodorus paniculatus Micheli in A.L.P.de Candolle & A.C.P.de Candolle - từ Mexico đến Argentina
24. Echinodorus pubescens (Mart. ex Schult.f.) Seub. ex Warm. - Brazil
25. Echinodorus reptilis Lehtonen - Brazil, Argentina, Paraguay
26. Echinodorus scaber Rataj - từ Nicaragua đến Paraguay
27. Echinodorus subalatus (Mart. ex Schult.f.) Griseb. - từ Mexico đến Paraguay; also Cuba
28. Echinodorus trialatus Fassett - Panama, Colombia, Venezuela, Brazil
29. Echinodorus tunicatus Small - từ Costa Rica đến Bolivia
30. Echinodorus uruguayensis Arechav. - Chile, Argentina, Paraguay, Uruguay, Brazil

## Hình ảnh

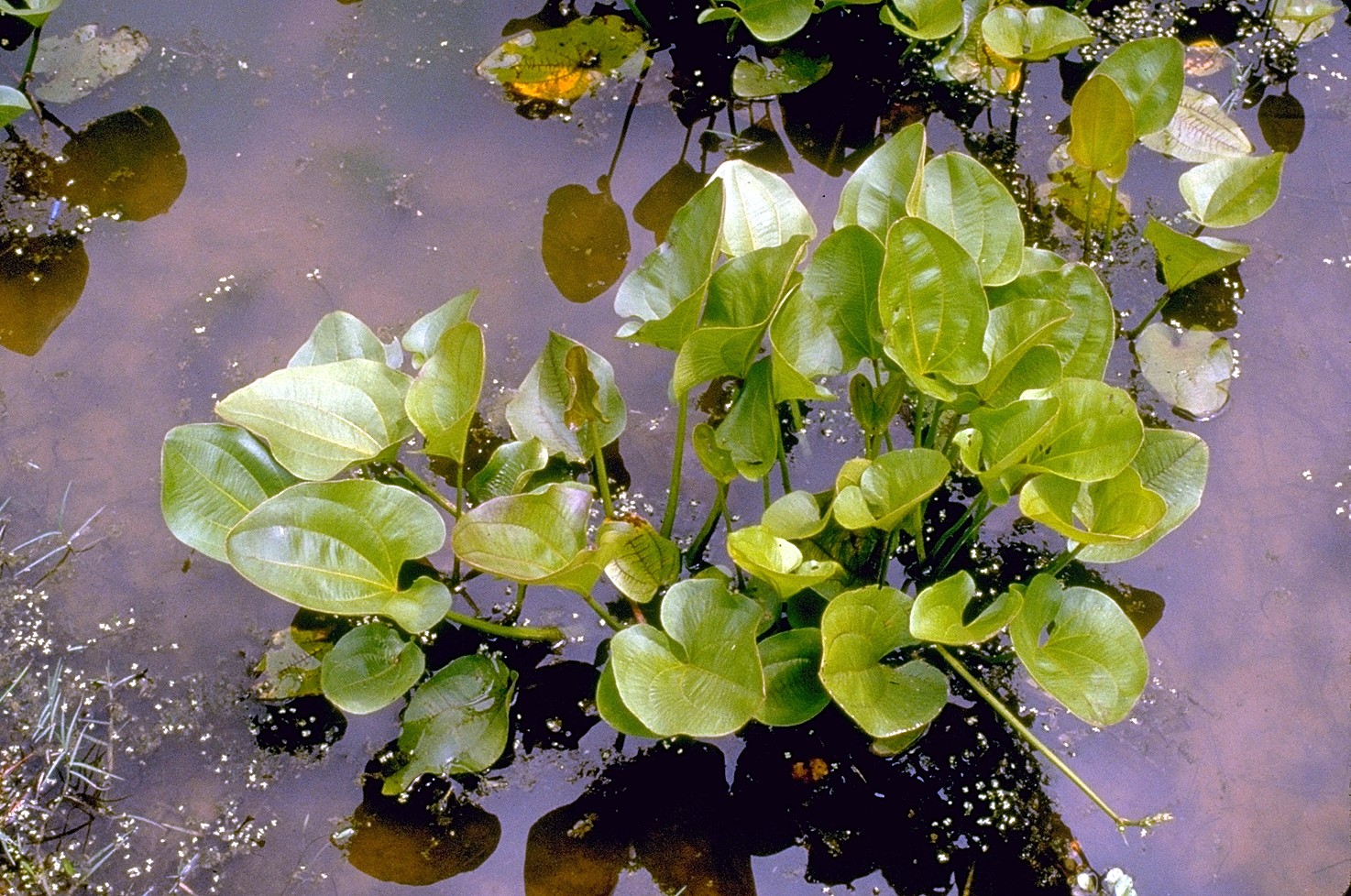
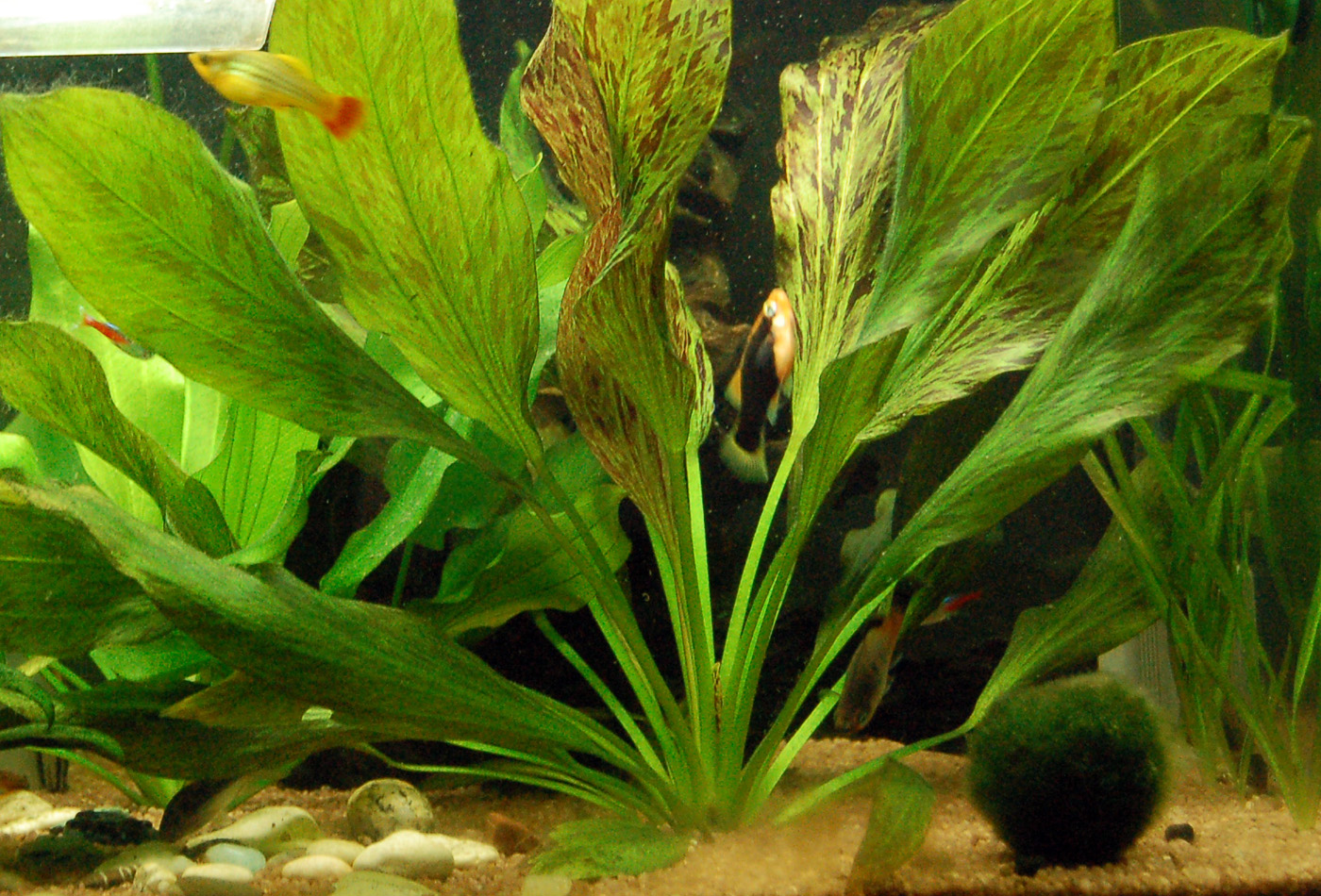
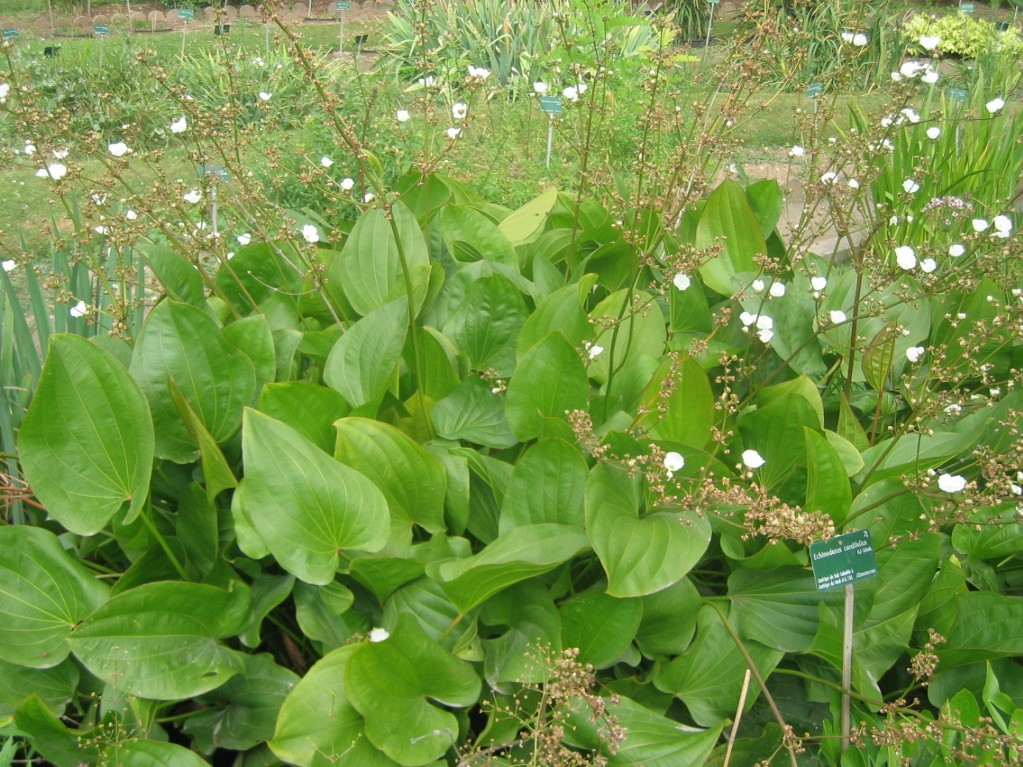
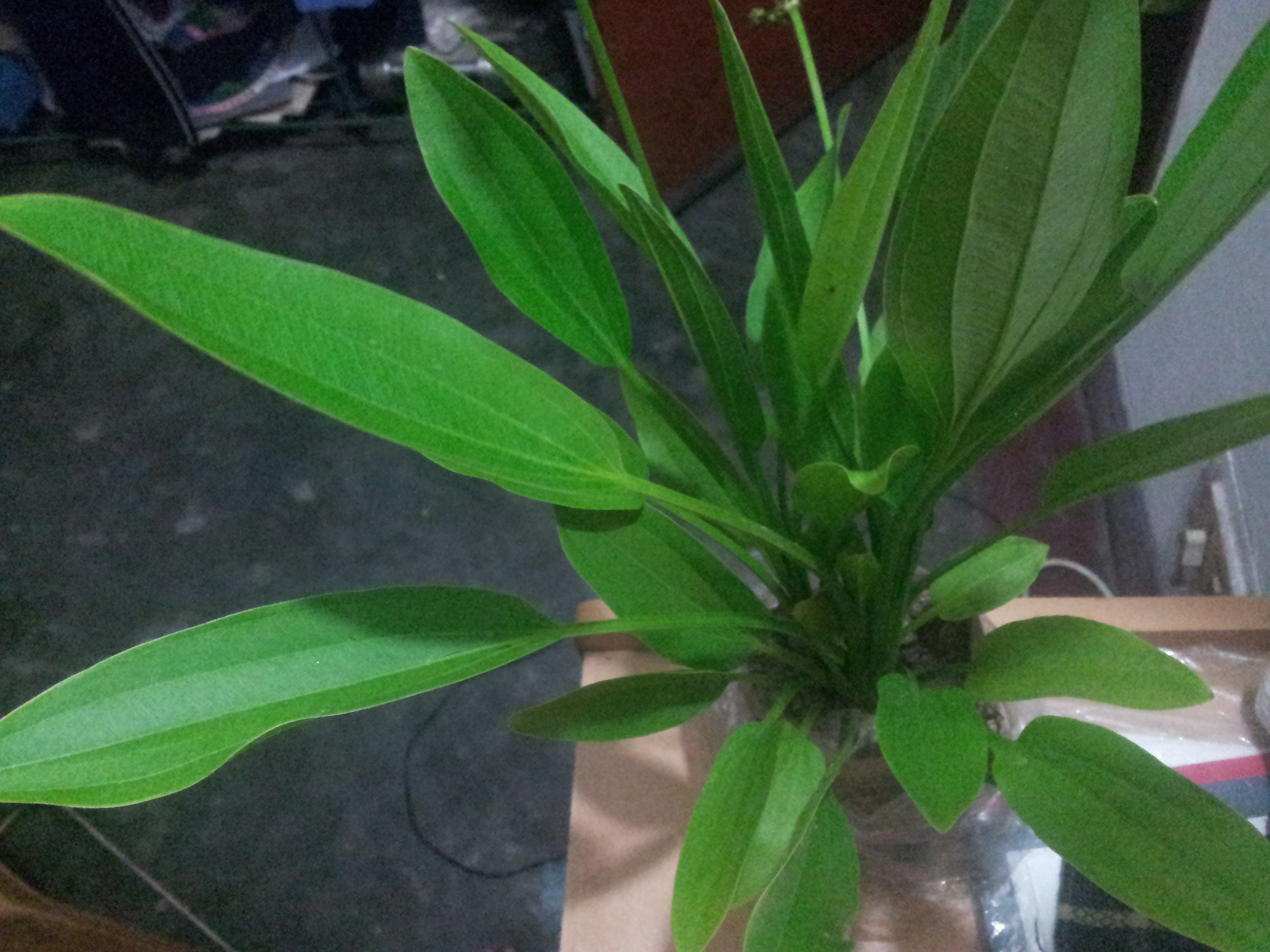